# 東明浩
東 明浩（あずま あきひろ、1961年9月23日 - ）は日本の男性実業家。石川県出身。

## 経歴
東京大学医学部卒業後、1986年リクルート入社。2000年同社を退職して米ウィット・キャピタルと日興証券、三菱商事などが合弁で設立したウィット・キャピタル証券に入社。ウィット・キャピタル証券のオンライン証券業務からの撤退に伴い、2002年日興証券系列のベンチャーキャピタルのアントファクトリージャパン（現アント・キャピタル・パートナーズ）に移籍。投資先企業の調査業務を担当する傍らで、出資先企業の取締役や代表なども歴任。
取締役や代表に就任した主な企業は以下の通り。
- ACA（旧アント・コーポレートアドバイザリー）（代表取締役社長、現任）
- ウィーヴ（取締役）
- アントケアホールディングス（取締役会長、現任）
- エーエフジェー・パートナーズ証券（代表取締役）
- チェッカーモータース（代表取締役）
- 本間ゴルフ（代表取締役社長）[2]
- アルテディア（取締役）
- メディスコーポレーション（代表取締役社長）
- CSKホールディングス （代表取締役会長）2009年9月就任[3]。